# Буроголовая щетинкоклювка
Буроголовая щетинкоклювка (лат. Dasyornis brachypterus) — вид птиц из семейства Dasyornithidae.
Эндемик Австралии. Встречается вдоль восточного побережья штатов Виктория и Новый Южный Уэльс и на юго-востоке Квинсленда.
Тело длиной 18—21 см. Масса 35—50 г. Небольшая птица с длинным хвостом, округлой головой, тонким клювом и короткими крыльями. Оперение коричневой окраски, брюхо серое. Клюв тёмно-серый, ноги бежевые.
Обитает в открытых лесах, редколесьях, зарослях кустарников. Летает неохотно, большую часть жизни проводит на земле. Питается насекомыми и мелкими беспозвоночными, иногда семенами. Сезон размножения длится с августа по февраль. Гнездо строит среди травы. В кладке 2 яйца. Инкубационный период продолжается 16—21 день. Столько же времени нужно, чтобы птенцы стали самостоятельными.